# Benjamin Beauchamp
Benjamin Beauchamp est un homme politique canadien (21 décembre 1842 – 3 mars 1913). Il était le député conservateur de Deux-Montagnes de 1882 à 1897.